# 鹿児島島津家墓所
座標: 北緯31度36分41秒 東経130度33分41秒 / 北緯31.61139度 東経130.56139度

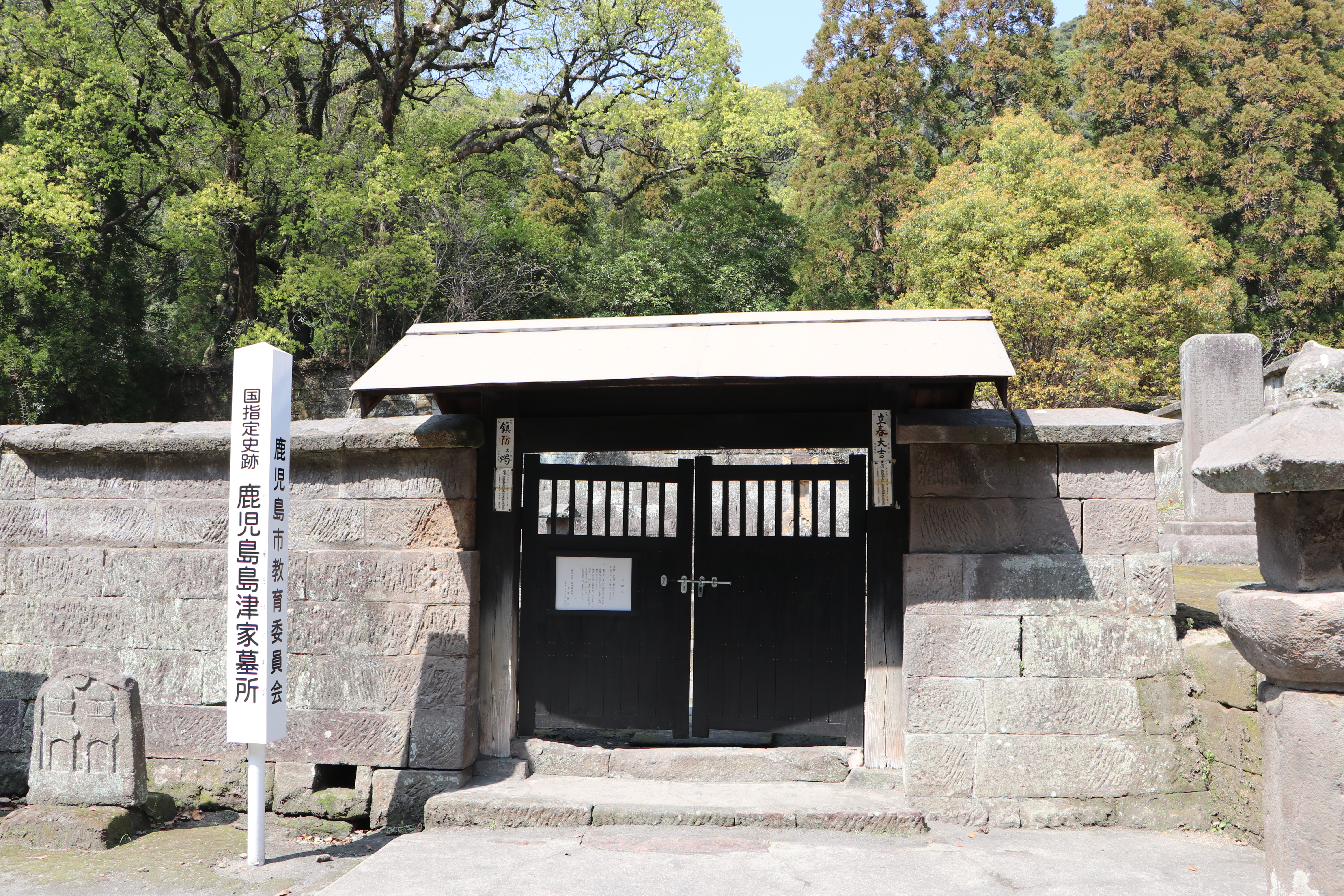
鹿児島市池之上町の福昌寺跡にある宗家墓所

鹿児島島津家墓所（かごしましまづけぼしょ）は、鹿児島県鹿児島市・指宿市・垂水市・姶良市・薩摩郡さつま町にある島津氏の墓所。国指定史跡。

## 概要
薩摩藩主・島津宗家と有力な支族5家の歴代の墓所7か所が、2020年に「鹿児島島津家墓所」として国の史跡に指定された。
国の史跡に指定されたのは、宗家の墓所（鹿児島市）のほか、越前（重富）島津家墓所（姶良市）、加治木島津家墓所（姶良市、2か所）、今和泉島津家墓所（指宿市）、垂水島津家墓所（垂水市）、宮之城島津家墓所（さつま町）であり、鹿児島県内の4市1町にまたがる。

## 各墓所

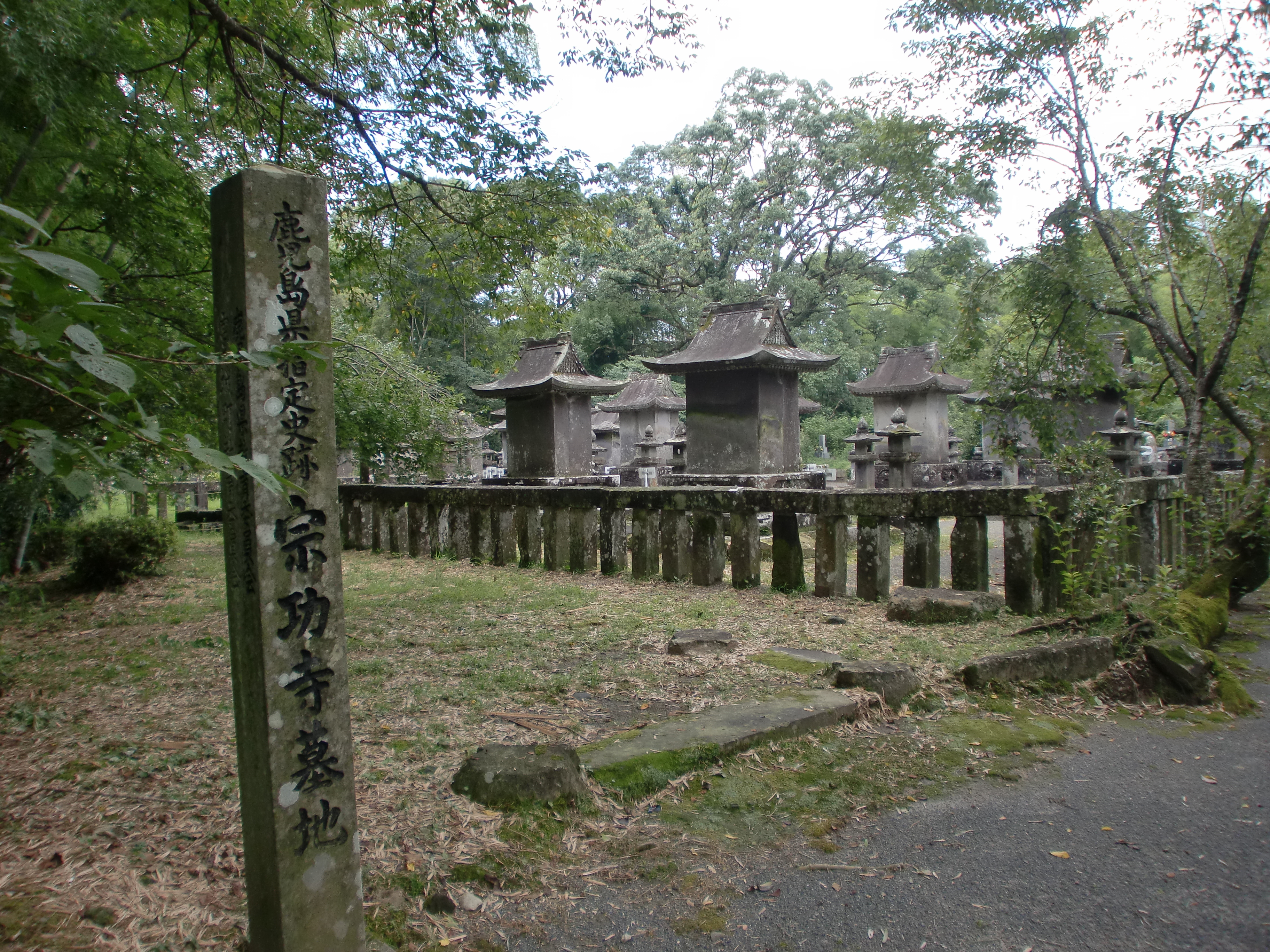
さつま町宗功寺公園にある宮之城島津家の墓所

越前（重富）、加治木、今和泉、垂水の4家は「一門家」と呼ばれ、徳川家でいえば「御三家」に相当する家格の高い家であり、宗家の世継が絶えた場合はこれらの家から当主を出せるとされていた。宮之城家は一門家に次いで家格の高い「一所持」（いっしょもち）の家柄であり、その中でも上位の4家の一つであった。

### 島津宗家墓所
島津宗家墓所は、鹿児島市池之上町の福昌寺跡にある。福昌寺は応永元年（1394年）、島津元久によって建立された。福昌寺墓所には6代氏久以降、28代斉彬に至る当主の墓塔がある。

### 越前（重富）島津家
越前（重富）島津家は元文2年（1737年）、島津氏22代島津継豊の弟忠紀を初代とし、断絶した越前島津家を復興するという形で始まった。墓所は姶良市の紹隆寺跡にある。同墓所には16代から19代および21代から24代の墓塔がある（20代の墓塔は福昌寺にあり）。

### 加治木島津家
加治木島津家は宗家18代当主（初代薩摩藩主）島津家久三男の忠朗を初代とし、寛永8年（1631年）に始まった。墓所は姶良市の能仁寺跡と長年寺跡にある。能仁寺墓所には2代、4代、5代を除く当主の墓塔がある。なお、2代墓塔は姶良市長年寺跡、4代および5代の墓塔は福昌寺にある。

### 垂水島津家
垂水島津家は島津氏15代島津貴久の弟忠将を初代として始まった。墓所は垂水市の心翁寺跡にある。
垂水島津家墓所では、2020年（令和2年）7月の豪雨災害（令和2年7月豪雨）で石造物9基が破損、2024年（令和6年）の台風10号で石燈籠の倒壊が発生したため復旧作業が行われることとなった。

### 今和泉島津家
今和泉島津家は延享元年（1744年）、島津氏22代島津継豊の弟忠郷を初代とし、断絶した和泉家を復興するという形で始まった。墓所は指宿市の光台寺跡にある。

### 宮之城島津家
宮之城島津家は相州家島津忠良の三男島津尚久を初代として始まった。2代忠長のとき、慶長元年（1600年）に宮之城の領主となり、石高は1万石を超えた。墓所はさつま町の宗功寺跡にある。

## 島津家墓塔の特色

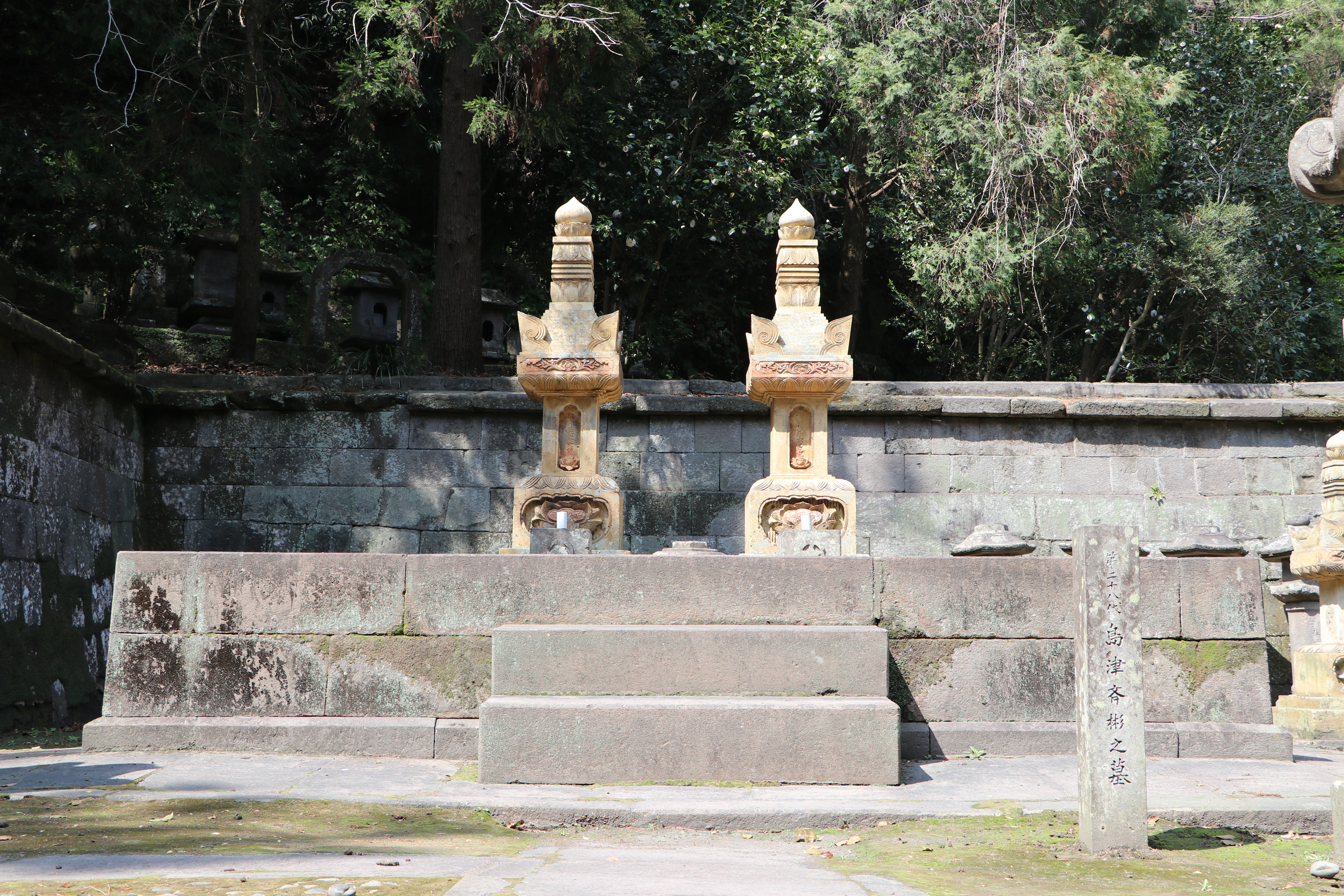
宗家墓所にある島津斉彬の墓

島津宗家の墓塔は、塔の種別としては15世紀以来宝篋印塔を用い、石材は山川石を用いている。墓塔は時代とともに大型化・装飾化の一途をたどり、18代当主（初代薩摩藩主）島津家久の墓塔（1638年）において、近世大名墓塔としての形式が確立。以後は幕末の島津斉彬墓塔まで、11代、200年以上にわたって、同じ形式が引き継がれた。
鹿児島地方では、五輪塔よりも宝篋印塔に一段高いステータスが認められていた。宗家当主夫妻の墓塔には山川石製の大型の宝篋印塔が用いられる一方、一門家を含む家臣の墓塔は、塔の規模・形式、使用する石材種などにおいて差がある。いわば、墓塔はステータスシンボル化し、宗家とそれ以外との階層化を示している。たとえば、越前家や垂水家の墓塔では形式は宝篋印塔が用いられるが、規模は本宗家のものより小さく、石材は山川石ではなく凝灰岩である。加治木家墓所では宝篋印塔ではなく五輪塔が用いられ、宮之城家墓所では石廟（祠形）が用いられている。

## 所在地一覧
鹿児島島津家墓所として史跡に指定されている所在地の一覧は以下のとおりである。所在地はすべて鹿児島県内である。
| 名称             | 所在地                                                                              |
| ---------------- | ----------------------------------------------------------------------------------- |
| 島津家墓地       | 鹿児島市池之上町1940番地                                                            |
| 今和泉島津家墓地 | 指宿市岩本字麓3022番地1（他3筆）                                                    |
| 宮之城島津家墓地 | 薩摩郡さつま町虎居5255番（外1筆）                                                   |
| 越前島津家墓地   | 姶良市大字平松6196番地                                                              |
| 加治木島津家墓地 | 姶良市加治木町日木山123番地3（能仁寺墓地） 姶良市加治木町木田2841番地（長年寺墓地） |
| 垂水島津家墓地   | 垂水市田神字上ノ平添328番地2                                                        |